# 2015 год в истории железнодорожного транспорта
2015 год в истории железнодорожного транспорта

## События

### В России
- 30 июля — открыто моторвагонное депо «Подмосковная», где будут обслуживаться пассажирские электропоезда, курсирующие по Малому кольцу МЖД, а также поезда «Ласточка» и «Сапсан». Электропоезда нового поколения будут проходить все виды технического и сервисного осмотра. Изначально открытие планировалось на ноябрь 2014 года.

Вместе с моторвагонным депо открыт музейно-производственный комплекс в отреставрированном паровозном депо, которое воссоздано в изначальном виде, в котором и было задумано в 1901 году. В депо обслуживаются паровозы, которые используются для туристических ретро-поездок. На базе уцелевших от разрушения во время войны зданий депо создан не имеющий аналогов в России музейно-производственный комплекс, где музейная экспозиция совмещается с ремонтом и эксплуатацией действующих паровозов.
- 19 августа — в Энгельсе прошла торжественная церемония открытия Энгельсского локомотивного завода. На заводе будут выпускаться двухсистемные грузовые электровозы 2ЭВ120, проектная мощность — 150 двухсекционных электровозов в год[1].

- 20 августа — с поста главы ОАО РЖД ушёл Владимир Якунин, стоявший во главе РЖД более 10 лет (с 14 июня 2005).
- 2 сентября — открыто движение поездов «Ласточка» на линии Санкт-Петербург—Выборг.
- 2—5 сентября — на территории комплекса экспериментальной кольцевой железной дороги ВНИИЖТ в Щербинке проходил V международный салон железнодорожной техники Экспо 1520

- Парад поездов на ЭКСПО-1520
- Выставка поездов на ЭКСПО-1520

### В мире
- 2 января — заново открыта часть Северной железнодорожной линии (Шри-Ланка) в направлении конечной станции «Канкесантурай» (Kankesanthurai). Часть линии не функционировала с 1990 года в связи с гражданской войной в стране, восстановление повреждённых или разрушенных участков началось в 2009 году.
- 1 июля — в столичном регионе Финляндии открылось движение по Кольцевой железнодорожной линии, которая связала аэропорт Хельсинки—Вантаа с вокзалом столицы, а также с железнодорожными станциями «Пасила» и «Тиккурила».[2][3]
- 5 августа — в Индии на мосту через реку Мачак сошли с рельсов два поезда. Погибли 30 человек.[4]
- 14 ноября — при проведении испытательной поездки поезда TGV произошло крушение TGV у Экверсайм. В результате происшествия погибло 10 человек, ещё около 60 пострадало[5].

## Новый подвижной состав
- Электровозы переменного тока:
  - БКГ2
  - O’ZELR
- Двухсистемные электровозы:
  - 2ЭВ120
- Электропоезда постоянного тока:
  - ЭП2Д
- Электропоезда переменного тока:
  - ЭПм
- Электропоезда метрополитена:
  - 81-760Б/761Б/763Б «Ока»
  - 81-722/723/724 «Юбилейный»
- Контактно-аккумуляторные электровозы:
  - 81-581.4